# Sharonne
Sharonne, nombre artístico de Cristóbal Garrido (Sabadell, 1 de junio de 1976), es una drag queen, actriz y cantante española. Fue la ganadora de la segunda temporada de Drag Race España.

## Carrera artística
Cristóbal Garrido inició su carrera artística muy joven en el mundo del teatro amateur. Comenzó estudios en administración, pero se decantó por el mundo de la actuación. Estudió interpretación en la Escuela TRAM Expressió de Sabadell (Barcelona) y danza en la Escuela de CO&CO de Barcelona.
Garrido también tiene otro alter ego, DJ Lucy, personaje que hizo de maestra de ceremonias durante la gira The Hole Zero.
En su faceta de cantante, formó parte del dúo Shimai, que popularizó una versión de «Estoy bailando» de Hermanas Goggi. En 2001, intentó participar en el Festival de Eurovisión representando a España como miembro de Trans-X, pero quedaron en el duodécimo puesto de la preselección de RTVE.
Como actriz participó en el cortometraje Puta de oros en el año 2000, y en la serie catalana El cor de la ciutat, donde interpretó a Velvet, un personaje transexual fijo durante una temporada.
En 2017, presentándose como Cristóbal Garrido, participó en el concurso televisivo Tu cara no me suena todavía de Antena 3, imitando a Olga Guillot e interpretando su canción «Soy lo prohibido». Obtuvo la victoria en la primera gala, cuyo premio era un pase directo a la final, donde quedó en tercer lugar.
Al año siguiente participó en La Marató de TV3 donde ofreció un homenaje a las personas fallecidas por cáncer interpretando la canción «(You Make Me Feel Like) A Natural Woman» de Aretha Franklin. También, junto a Beni Sánchez, presentó la Gala de Reines del Carnaval 2018 de Vinaroz.
En 2022 fue anunciada como una de las participantes de la segunda temporada de Drag Race España, versión española de la franquicia Drag Race. En uno de los retos más conocidos del programa, el Snatch Game, imitó a Verónica Forqué, lo que le valió ganar el episodio. Después de una temporada permaneciendo siempre entre las mejores y sin valoraciones negativas por parte del jurado, finalmente obtuvo la victoria y se coronó como la Superestrella Drag de España, sucediendo a Carmen Farala en el título. Tras su victoria, se anunció que participará en la gira Gran Hotel de las Reinas.
También fichó con la plataforma AtresPlayer para protagonizar junto a Supremme de Luxe, Pupi Poisson y Estrella Xtravaganza Reinas al rescate, donde viajarán por localidades de la España profunda buscando historias LGBTI.
En octubre de 2022 se anunció su participación en el Benidorm Fest 2023, el concurso que envía a la representación española para el Festival de Eurovisión, a celebrarse en Liverpool en mayo de 2023 con la canción «Aire». Obtuvo 87 puntos en la primera semifinal, pero no logró pasar a la siguiente fase del concurso musical.

## Discografía

### Sencillos
- 2019 – Hi!
- 2022 – Llévame al cielo (Remix) (con Supremme de Luxe, Estrella Xtravaganza, Marina y Venedita Von Däsh)
- 2022 – Aire

## Filmografía

### Cine
- Puta de oros (cortometraje, 2000)

### Televisión
En televisión ha aparecido en los siguientes programas:
- Crónicas marcianas (1997)
- Paranoia semanal (2007)
- El cor de la ciutat (2008)
- Tretze anys i un día (2008)
- Tú sí que vales (2013)
- Alaska y Coronas (2014)
- Lo que surja (2016)
- Forenses (2017)
- Tu cara no me suena todavía (2017)
- La Marató de TV3 (2018)
- ¡Ahora caigo! (2018)[15]
- Drag Race España (2022)
- Reinas al rescate (2022)
- El puente de las mentiras (2023)

###### Como concursante
| Año  | Programa                    | Cadena              | Papel         |
| ---- | --------------------------- | ------------------- | ------------- |
| 2013 | Tú si que vales             | Telecinco           | Participante  |
| 2017 | Tu cara no me suena todavía | Antena 3            | 3.º finalista |
| 2018 | ¡Ahora Caigo!               | Antena 3            | Participante  |
| 2022 | Drag Race España            | Atresplayer Premium | Ganadora      |
| 2023 | Benidorm Fest               | La 1                | 11.º lugar    |

### Webseries
- 10 Esenciales by GQ España (con Carmen Farala)[16]
- Los 40[17]
- El Comidista (con Venedita Von Däsh)[18]